# Take-a-part
Take-a-part er en form for polefiskeri (medefiskeri), hvor der anvendes 8-16 meter lange polestænger (uden hjul), hvor linen fæstnes til toppen af stangen med en længde svarende til de øverste 3-4 meter af stangen. Toppen af stangen tages af, når der skal sættes agn på krogen, og når fisk skal landes. Med toppen monteret føres linen med flåd og agn ud over vandet og sænkes ned under stang-toppen.
Fordelen ved take-a-part er, at flådet kan holdes helt stille i strømmende vand, hvilket kan forbedre fangsten, og at der kan bruges meget små flåd, da der ikke er behov for kastevægt. Metoden er meget udbredt blandt europæiske lystfiskere og konkurrencefiskere.
Take-a-part stænger er "state-of-the-art"-grej lavet af kulfiber, hvor der er monteret et stykke elastik inde i toppen, som linen er fæstnet til ved hjælp af en "connector". 
Elastikken gør det nemmere at lande store fisk.